# Майкл Нунан
Майкл Нунан (англ. Michael Noonan, нар. 31 липня 2008, Дублін, Ірландія) — ірландський футболіст, нападник клубу «Шемрок Роверс».

## Ігрова кар'єра

### Клубна
Перший молодіжний контракт Майкл Нунан підписав з клубом «Сент-Патрікс Атлетік». В сезоні 2024 року футболіст був внесений до першої команди і зіграв одну гру в елітному дивізіоні чемпіонату країни.
У січні 2025 року Нунан як вільний агент перейшов до стану чинного чемпіона країни «Шемрок Роверс». 13 лютого 2025 року Нунан дебютував на міжнародному рівні, коли вийшов у стартовому складі своєї команди у виїзному матчі раунду плей-оф Ліги конференцій проти норвезького «Молде». На 57-й хвилині матчу Нунан забив переможний гол і у віці 16 років і 197 днів став наймолодшим бомбардиром в історії Ліги конференцій, побивши рекорд Джеймса Вілсона.

### Збірна
З 2022 року Майкл Нунан виступає за юнацькі збірні Ірландії.